# Peter Wittrich
Peter Wittrich (* 28. November 1959 in Freising) ist ein deutscher Komponist und Hochschullehrer.

## Leben
Wittrich studierte an der Hochschule für Musik und Theater München Schulmusik und Komposition unter anderem bei Dieter Acker. Nach dem Diplom in Komposition und
dem 2. Staatsexamen mit Auszeichnung 1987 absolvierte er die Meisterklasse in Komposition.
Seit 1989 ist Wittrich hauptamtlicher Dozent, seit 2004 Professor für Musiktheorie an der Münchner Hochschule für Musik.

## Auszeichnungen
- 1998 1. Preis beim Kompositionswettbewerb der Franz-Josef-Reinl-Stiftung in Wien mit Segnali capricciosi
- 1999 1. Preis beim Kompositionswettbewerb des Festivals Europäische Kirchenmusik in Schwäbisch Gmünd mit Hymnische Mottete
- 2002 2. Preis beim Siegburger Kompositionswettbewerb mit dem Klavierzyklus Minutenalbum

## Werke (Auswahl)
2007 führte Wittrich den Kompositionsauftrag der Audi AG für das viersätzige Werk AUDIophonie für die AUDI Bläserphilharmonie aus.
- Scarlatti-Suite nach Cembalo-Sonaten von Domenico Scarlatti für Septett (Klarinette, Fagott, Trompete, Posaune, Schlagzeug, Violine und Kontrabass, 2007).
- Kontrabass-Geschichten für Kontrabass und Klavier (2013). Schott, Mainz.
- Esercizii musicali nuovi für Barockinstrumente (Oboe, Violine, Violoncello, Kontrabass und (Truhen)Orgel (2010)). Kompositionsauftrag der Bayrischen Staatsoper für die Kammerkonzertreihe
- Der fröhliche Landmann. Humoristische Variationen über ein Thema von Robert Schumann in verschiedenen Stilen von Bach bis Liszt für Klavier. Schott, Mainz. ISMN 979-0-001-17268-4.
- Prayer on the hills für Vibraphon solo. Schott, Mainz 2014. ISMN 979-0-001-19744-1.
- Nun danket all. Jazz-Partita für Orgel. Schott, Mainz 2015. ISMN 979-0-001-19496-9.
- Choral-Blues über "O Traurigkeit, o Herzeleid": für Orgel. Schott, Mainz 2012. ISMN 979-0-001-18737-4.
- Concerto 1 - 3 für Orgel. Schott, Mainz 2014–2017.
- Minuten-Album: short pieces. 8 Stücke für Klavier. Zimmermann, Frankfurt am Main 2006. ISMN M-010-35170-4.
- Proprium für ein Heiligenfest: für Chor, Orgel und/oder Bläser. Friedemann Strube, München 2004.
- Missa in Blue für Sopran- und Bariton-Solo, gem. Chor, konzertierende Orgel (oder Klavier/E-Piano), Klarinette (auch Altsaxophon), Trompete, Posaune, Percussion, Akkordeon und Kontrabass (2014).
- Drei Impressionen nach chinesischen Gedichten der T'ang-Zeit: für Frauenchor a cappella. Edition Ferrimontana, Frankfurt am Main 1998.